# Walentin Wassiljewitsch Tschikin

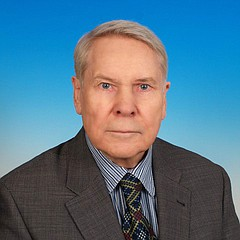
Walentin Tschikin

Walentin Wassiljewitsch Tschikin (russisch Валентин Васильевич Чикин; geboren am 25. Januar 1932 in Moskau) ist ein sowjetischer bzw. russischer Journalist und Politiker (KPRF) und seit 1986 Chefredakteur der Zeitung Sowjetskaja Rossija und seit 1993 Mitglied des Zentralkomitees der KPRF.

## Leben
Tschikin schloss die journalistische Fakultät der Lomonossow-Universität ab und arbeitete seit 1951 für den Moskowski Komsomolez und ab 1958 für die Zeitung Komsomolskaja Prawda, ehe er 1986 zum Chefredakteur der Sowjetskaja Rossija aufstieg, für die er seit 1971 Beiträge verfasste. Unter seiner Führung entwickelte sich die Sowjetskaja Rossija zu den Publikationsorganen, die äußerst kritisch zur Perestroika eingestellt waren. Tschikin spielte in diesem Zusammenhang eine wichtige Rolle bei der Veröffentlichung des Briefes von Nina Andrejewa im März 1988, in dem der Kurs von Michail Gorbatschow scharf kritisiert wurde. 1990 wurde Tschikin ins Zentralkomitee gewählt und war seit 1990 Mitglied im Volksdeputiertenkongress und im Obersten Sowjet der RSFSR sowie anschließend Abgeordneter für die KPRF in der Duma.

## Auszeichnungen
Tschikin erhielt den Orden des Roten Banners der Arbeit und weitere sowjetische Auszeichnungen.